# VOFAN
VOFAN（1980年6月13日—），本名戴源亨，是台灣的插畫家。出生於台南市，中原大學建築學系畢業，台北藝術大學科技藝術研究所（現新媒體藝術學系）肄業。目前為創作同人社團夜貓館咖啡屋的社長。因擔任西尾維新輕小說《物語系列》插畫而廣為人知，其中他的技法以「無線繪」最為知名，因此在業界中有「光之魔術師」的異名。

## 人物

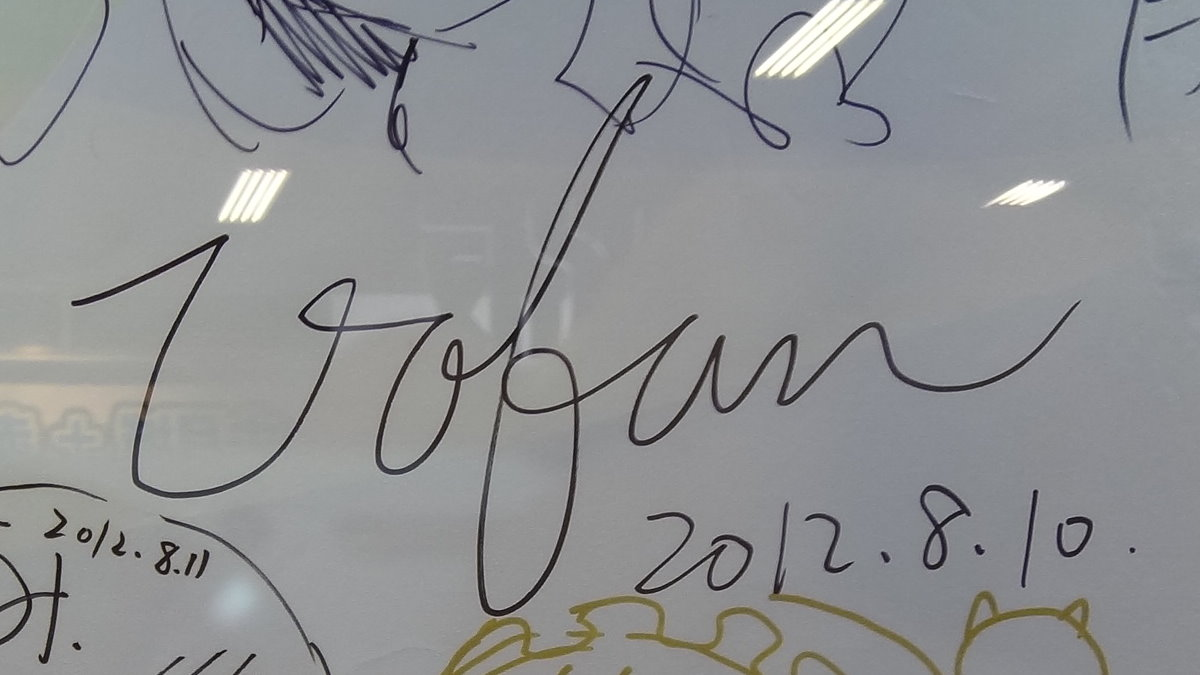
2012年（第13屆）漫畫博覽會的VOFAN簽名

## 簡歷
- 1999年－加入社團夜貓館咖啡屋，開始參與同人活動。[2]
- 2000年－擔任大宇資訊於9月發售之電腦遊戲《新天使帝國》人物造型設計。[2]
- 2002年－6月，開始《開拓動漫畫情報誌》專欄Oh！My Cosplay插畫連載。[2]
- 2004年－2月，開始《電玩通》封面連載[2]。7月，在《挑戰者月刊》開始《Colorful Dreams》連載。[1]
- 2005年－在《浮士德》（ファウスト）發表日光舞踏会、陰影舞踏曲，正式於日本出道。

## 作品

### 彩色詩畫（Color Illustory）
揉合插畫與漫畫技法，加上新詩感覺對白的作品。在《挑戰者月刊》稱其為「彩色詩畫」，在《浮士德》則稱其為「（Color Illustory）」。
台灣
- Colorful Dreams（日语：Colorful Dreams）（2004年，挑戰者月刊2004年7月號～2008年1月號，全力出版）

日本
- 日光舞踏会（2005年，浮士德2005年冬季號Vol.6 SIDE-A，講談社）
- 陰影舞踏曲（2005年，浮士德2005年冬季號Vol.6 SIDE-B）
- 上好的企鵝飛彈！（極上のペンギンミサイル!）（2006年，漫畫浮士德，2006年6月24日，講談社）
- 1/60.∞ 六十分の一秒、無限遠／短篇動畫（2008年，浮士德Vol.7，講談社）

### 插畫·扉頁·封面
- Oh！My Cosplay／隔月插畫連載（2002年，開拓動漫畫情報誌2002年6月號－2003年12月號，杜葳廣告）
- 開拓動漫畫情報誌／封面（2003年，開拓動漫畫情報誌2003年6月號）
- 電玩通週刊／隔週封面連載（2004年，電玩通2004年2月27日號～2014年1月23日，青文出版社）
- 開拓動漫畫情報誌／封面（2004年，開拓動漫畫情報誌2004年4月號）
- 季刊SS／受邀主題插畫（2005年，季刊SS 2005年12月號，飛鳥新社）
- CG SMART vol.1／封面（2006年，CG SMART vol.1 - 電繪通，碁峰資訊）
- 阿刀田高短篇傑作選／扉頁插畫連載（2006年，挑戰者月刊2006年2月號－2007年1月號）
- 物語系列（西尾維新著）／封面、內頁插畫（講談社，2006年11・12月～連載中）
- 武裝姬攻 超三國／封面、拉頁／劉備、孫權、曹操人物設定（銘顯文化，2009年8月）
- 真理的倒相（余卓軒著）／封面、內頁插畫（台灣國際角川書店，2010年7月）
- 十世轉生（南方玫瑰著）／封面（天使出版，2009年1月）
- 忘卻偵探系列（西尾維新著）／封面
- 二十五週的羈絆（明日葉mingrye著）／封面（東立，2015-01-16）
- 3月的獅子（電視動畫第12話片尾）
- 地火明疑：少女撿骨師系列 (八千子 著) ／ 封面 (尖端，2019-08-01)

### 電腦遊戲等人物造型設計
- 新天使帝國（1999年，人物造型設計，大宇資訊）
- 天使帝國3（2002年，香格里拉國人物造型設計，大宇資訊）
- 世美吉祥物（1999年，造型設計，世美股份有限公司）
- Famitsu Family三姐妹（2004年，FAMITSU電玩通吉祥物造型設計）
- 府城少女小滿（小滿的府城日誌）（2016年、角色設計、中華民國文化部、臺南市政府文化局、臺南市府城社區文創發展協會[11]）

### 其他
- CG SMART vol.1 電腦繪圖示範（2006年，CG SMART vol.1，部分為原發表於逗貓棒電子報之教學單元結集）
- 英雄傳說 閃之軌跡II，活動特典亞莉莎‧萊恩福爾特的服裝設計。
- 英雄傳說 閃之軌跡IV，中文版的亞莉莎‧萊恩福爾特的 DLC 服裝設計。[12]

## 非商業活動作品

### 個人自費出版
- 視向結界（2002年，畫集）
- VOCOCO（2004年，畫集）

### 社團活動

#### 夜貓館咖啡屋名義活動
- Costume Catalog Sakura／扉頁集（2001年，純天然美少女3 C.C.Sakura）
- Lolita Fantasia（2002年，海報兩張組）
- 暴雨後的清唱、凝靜、貓公車、釋放／扉頁集錦（2002年，觀景窗）

以下刊物除了個人作品之外，亦擔任封面繪製
- 聖·壇·曲（1999年，純·天然美少女）
- FAVORITE...（2000年，愛雛）
- 月之城／插畫（2000年，愛雛）
- PURE（2000年，純天然美少女2）
- MELODY（2000年，純天然美少女2）
- MULTI HEART（2000年，純天然美少女2）
- Pretty Cherry（2000年，LOVE SEASON）
- 很久很久以前的物理課／插畫（2004年，德律風少女進化論 vol.1）

待確認補充題名作品
- 圖文作品（2005年，Bopeep vol.1 孩子們的秘密基地）

## 著書

### 單行本
- 《Colorful Dreams－全彩街角浪漫譚》，全力出版發行，2006年2月14日，ISBN 957-29560-3-5
- 《Colorful Dreams－全彩街角浪漫譚2》，全力出版發行，2007年2月14日，ISBN 978-986-83082-1-3
- 《Colorful Dreams－全彩街角浪漫譚3》，全力出版發行，2009年11月18日，ISBN 978-986-85593-0-1
- 《OTONA FANTASY：VOFAN大人幻想畫集》，青文出版社2009年2月初版發行，2009年2月8日，ISBN 978-986-209-771-7
- 《魅 Charm - VOFAN大人幻想畫集 2 -》，青文出版社，2012年8月13日，ISBN 978-986-31031-8-9

### 共著
- 《CG SMART：電繪通 vol.1》，碁峰資訊發行，2006年1月9日，ISBN 986-421-883-2